# Гореня Вас-при-Шмарєті
Гореня Вас-при-Шмарєті (словен. Gorenja vas pri Šmarjeti) — поселення в общині Шмарєшкі Топлиці, регіон Південно-Східна Словенія, Словенія.